# Estońska Akademia Morska
Estońska Akademia Morska (est. Eesti Mereakadeemia), TTÜ EMERA – była publiczna akademia morska zlokalizowana w stolicy Estonii – Tallinnie, na półwyspie Kopli. W 2014 roku połączyła się z Uniwersytetem Technicznym.

## Programy studiów
EMERA oferowała 8 kierunków studiów:
- Technologia chłodnictwa
- Operowanie i zarządzanie morskimi elektrowniami dieslowymi
- Oficer pokładowy
- Rybołówstwo i proces przetwarzania ryb
- Zarządzanie portem
- Zarządzanie bezpieczeństwem dróg wodnych
- Studia morskie.